# Anat Berko
Anat Berko (hébreu : ענת ברקו, née le 14 janvier 1960) est une criminologue et femme politique israélienne. Experte dans les domaines de la lutte contre le terrorisme, elle a été membre du parlement israélien, la Knesset, pour le parti politique Likoud entre 2015 et 2019.  

## Biographie
Anat Berko est née à Jérusalem de parents juifs qui ont émigré en Israël depuis l'Irak. Elle est la deuxième d'une fratrie de six enfants. Après avoir accompli son service militaire, elle reste dans les Forces de défense israéliennes, servant pendant 25 ans. Elle atteint le grade de lieutenant-colonel. Elle étudie à l'Université Bar-Ilan la psychologie, la sociologie et la criminologie et obtient un doctorat en criminologie. Sa thèse de doctorat porte sur les kamikazes, en particulier sur les kamikazes palestiniens. Ensuite, elle devient chargée de cours à la Lauder School of Government du Centre interdisciplinaire Herzliya ainsi que professeure invitée à l'Université George Washington. Aujourd'hui, elle est chercheuse à l'Institut international pour la recherche sur le terrorisme (TIC) et enseigne au Collège de défense nationale d'Israël. Son domaine de recherche comprend les attentats-suicides, ce qui l'a amenée à effectuer une interview du chef du Hamas Ahmed Yassine. 

## Carrière politique
Avant les élections de la Knesset en 2015, elle est classée 23e sur la liste du parti politique Likoud, une place réservée à un candidat choisi par Binyamin Netanyahu. Elle est élue à la Knesset, le Likud ayant remporté 30 sièges. En août 2018, elle propose un projet de loi interdisant l'affichage du drapeau palestinien avec une sanction allant jusqu'à un an de prison. 
Berko arrive à la quarante-sixième place sur la liste du Likoud lors des élections d'avril 2019. Le Likud remporte  35 sièges, ce qui lui fait perdre sa place à la Knesset. 
Elle est connue pour ses déclarations anti-arabes. 
Berko est mariée à Reuven, un expert des affaires arabes. Elle est mère de trois enfants.

## Livres
- (en) The Path to Paradise: The Inner World of Suicide Bombers and their Dispatchers, Praeger Publishers, 2009 (ISBN 978-1-5979-7364-9).
- (en) The Smarter Bomb, Women and Children as Suicide Bombers, Rowman & Littlefield, 2011 (ISBN 978-1-4422-1952-6).